# The Smashing Pumpkins
The Smashing Pumpkins so ameriška alternativna rock skupina, ki je bila ustanovljena leta 1988 v Chicagu. Do sedaj so izdali dvanajst studijskih albumov, ki so se prodali v več kot 30 milijonov kopij po celem svetu . Njeni prvotni člani so bili Billy Corgan (kitara, vokal, pesmi), James Iha (kitara) in D'arcy Wretzky (bas). Kasneje se jim je pridružil še Jimmy Chamberlin (bobni). Skozi leta se je postava zaradi nesoglasij med člani ter zaradi zlorabe mamil redno menjala, njen stalni član pa je edino frontman Billy Corgan .
So pripadniki alternativnega rocka, v njihovem zvoku pa se lahko slišijo primesi gothic rocka, folka, psihedeličnega rocka, heavy metala in elektronike. The Smashing Pumpkins so znani po eksperimentiranju z različnimi glasbenimi zvrstni , po izpovednih besedilih ter po prepoznavnem glasu Billy Corgana .

## Začetki in komercialni uspeh
Skupina je prodrla na sceno z debitanskim albumom Gish (1991), ki sicer ni imel izstopajočih singlov, a je kljub temu na valu pozitivnih kritik  s časom uspel priti do platinaste naklade. Po uspehu prvega albuma je skupino podpisala založba Virgin Records in je s pomočjo založbe prodrla v mainstream  z albumom Siamese Dream (1993), ki je vseboval tri single (Cherub Rock, Today, Disarm) , ki so prodrli v top 10 Billboard lestvico za rock glasbo in skupino postavili ob bok najuspešnejših izvajalcev devetesetih.
Leta 1995 so izdali dvojni album Mellon Collie and the Infinite Sadness , ki je vseboval štiri single (Bullet With Butterfly Wings, 1979, Tonight, Tonight, 33), ki so se prodrli v top 40 Billboard lestvico za rock glasbo. Skupina si je za album leta 1997 prislužila sedem grammy nominacij. Kljub uspehu albuma (9,5 milijonov prodanih kopij v ZDA) pa je to obdobje zasnovala smrt klavirista Jonathana Melvoina ter odhod bobnarja Jimmy Chamberlina, ki se je spopadal z odvisnostjo od drog in alkohola  .

## Adore, Machina in razpad
Skupina je nato nadaljevala kot trio ter so leta 1998 izdali album Adore, ki je za razliko od prejšnjih albumov vseboval veliko več elektronike kar je bil očiten odmik od njihovega klasičnega zvoka. Skupina je za snemanje albuma uporabila vrsto različnih bobnarjev (Matt Walker - Filter, Matt Cameron - Soundgarden/Pearl Jam, Joey Waronker - Beck). Album je bil dobro sprejet s strani kritikov  in je skupini prislužil grammy nominacijo. Kljub prodaji štirih milijonov kopij je bil označen za komercialno razočaranje, ker se je v ZDA prodalo samo 1,1 milijona kopij . 
Naslednji album Machina/the Machines of God (2000) je oznanila vrnitev bobnarja Jimmy Chamberlina in je zadnji album, ki so ga posneli vsi štirje ustanovitveni člani . Takoj po končanem snemanju albuma je skupino zapustila basistka D'arcy Wretzky, ki je imela hude težave z odvisnostjo. Zamenjala jo je bivša basistka skupine Hole Melissa Auf Der Maur. Kljub uspehu singla Stand Inside Your Love je bil album označen za komercialni neuspeh, saj se je prodal v 600.000 kopijah v ZDA, kar je bilo občutno manj od ostalih albumov skupine. Skupina je istega leta objavila, da se bo po končani turneji razpadla. Pred razpadom so na internetu brezplačno objavili album Machina II, ki je bil pozitivno sprejet s strani kritikov in občinstva .

## Ponovna združitev in Zeitgeist
Po nekaj solo projektih sta frontman Billy Corgan in bobnar Jimmy Chamberlin leta 2005 spet postavila skupino na noge . V ponovni združitvi sta manjkala druga dva ustanovitvena člana kitarist James Iha in basistka D'arcy Wretzky, za kar je bila skupina kritizirana tako s strani oboževalcev kot tudi kritikov. Člana sta kritike utišala s potrditvijo govoric, da sta v preteklosti Iha in Wretzky redkokdaj sodelovala v kreativnem in studijskem procesu. Wretzky je v radijskem intervjuju leta 2009 izjavila, da se ni odločila za ponovno sodelovanje, ker ji to ni omogočalo zdravje.  .  
Leta 2007 sta Corgan in Chamberlin  izdala povratniški album Zeitgeist , ki je bil sprejet z mešanimi kritikami, a je kljub temu uspel doseči zlato naklado. Album je označil prehod Corgana v pisanje politično obarvanih besedil  in je vseboval tri single, ki so prodrli v Billboard top 100 (Doomsday Clock, Tarantula, That's the Way My Love Is). Za turnejo so se skupini pridružili Jeff Schroeder (kitara), Ginger Sling (bas) in Lisa Harriton (klaviature) . Po izidu albuma je skupina izdala še live DVD If All Goes Wrong in akustični EP American Gothic.

## Teargarden, Oceania in Monuments to an Elegy
Pred snemanjem naslednjega albuma Teargarden by Kaleidyscope (2009) je skupino zapustil bobnar Jimmy Chamberlin. Skupino je zapustil zaradi želje po preživetju več časa z družino in zaradi težav s srcem, ki jih je imel na predhodni turneji. Zamenjal ga je Mike Bryne, ki je bil izbran preko javne avdicije. Teargarden by Kaleidyscope je zasnovan kot konceptni projekt, ki je sestavljen iz 44 pesmi, ki jih skupina postopoma objavlja brezplačno na svoji uradni spletni strani . To je že drugi album, ki ga izdajajo brezplačno . Za razliko od povratniškega albuma Zeitgeist je bil Teargarden projekt sprejet večinoma s pozitivnimi kritikami in je bil označen kot vračanje h koreninam psihedeličnega rocka iz samih začetkov skupine. Prvi album iz Teargarden projekta so naslovili Oceania in je bil izdan 19-tega junija 2012. Oceania je konceptni album, ki vsebuje shoegaze elemente in elemente alternativnega rocka. Album Monuments to an Elegy je izšel 9tega decembra 2014. Najavil ga je singel Tiberius.

## Shiny and Oh So Bright Vol 1. in CYR in ATUM
Leta 2018 sta se v skupino vrnila bobnar Jimmy Chamberlin, ki je bil odsoten od leta 2009 in kitarist James Iha, ki je bil odstoten od leta 2000. Združena skupina se je podala na turnejo po Ameriki in Evropi. Po koncu turneje so izdali novembra 2018 izdali album Shiny and Oh So Bright Vol.1. Album je med drugim vseboval singel Solara in singel Silvery Sometimes (Ghosts). Na albumu je kot producent delal legendarni Rick Rubin.
Cyr enajsti studijski album je izšel 27. novembra 2020 pri založbi Sumerian Records. Gre za dvojni album, ki ima 20 skladb. Kot promocijo albuma so pred izdajo izdali kar deset singlov. Album je produciral Billy Corgan. Izid Cyr-a je spremljala še petdelna animirana serija »In Ashes«, ki jo je napisal Corgan in režiral Mike Anderson, ki je služila kot uradni video za pet skladb albuma. Med izdanimi singli sta se na Billboard lestvicah najbolj odrezala singla Cyr (istoimenski singel kot album) ter The Colour Of Love.
Atum: A Rock Opera in Three Acts je dvanajsti studijski album ameriške rock skupine Smashing Pumpkins. Album je bil izdan v treh ločenih delih, vsak del je vseboval 11 pesmi – Atum: Act One je izšel 15. novembra 2022, Atum: Act Two je izšel 31. januarja 2023 in Atum: Act Three je izšel 5. maja 2023. fizični paket, sestavljen iz vseh 33 pesmi, skupaj s skupino 10 dodatnih ekskluzivnih pesmi, je izšel v začetku maja 2023.
Frontman Billy Corgan je prvič napovedal svoje načrte za izdajo "nadaljevanja" konceptualnega albuma Mellon Collie and the Infinite Sadness (1995) in Machina/The Machines of God (2000) oktobra 2020, malo pred izidom enajstega studijskega albuma skupine Cyr novembra 2020. Corgan je to želel narediti že leta 2018, a glede na vse, kar se je takrat dogajalo s skupino, vključno s tem, da se je kitarist James Iha vrnil v skupino prvič po 18 letih, se je namesto tega odločil za manj ambiciozen album z 8 pesmimi Shiny and Oh So Bright (2018). Ko je leto kasneje izbruhnila pandemija COVID-19 in povzročila odpoved načrtovane turneje skupine, je imel Corgan veliko časa in se je odločil ponovno preučiti koncept, ki si ga je zamislil. Album je bil posnet v razponu dveh let, nekaj od tega sočasno s Cyrom.
Album pripoveduje zgodbo istega lika, ki mu je sledil v albumih Mellon Collie in Machina ("Zero" in "Glass"), pri čemer je lik zdaj starejši, kot je bil v prejšnjih albumih, in zdaj je znan kot "Shiny". 
Podobno kot pri prejšnjih albumih je Corgan zgodbo opisal kot "... z eno nogo v realnosti in z eno nogo v izmišljenem svetu.
Beguiled je izšel kot prvi singel iz albuma Atum in sicer septembra 2022. Pesem je debitirala z glasbenim videom v živo, premierno predvajanim na TikToku v režiji Linde Strawberry. 
Pesem je dosegla velik uspeh v ZDA na lestvici Billboard Charts kjer je dosegla 7. mesto na lestvici Rock Airplay, kar je prvi hit skupine med 10 najboljših po pesmi "Tarantula", ki je izšla leta 2007. Po koncu evropske turneje 2024 so napovedali izid novega albuma Aghori Mhori Mei.

## Diskografija
- Gish (1991)
- Lull (EP) (1991)
- Siamese Dream (1993)
- Pisces Iscariot (1994) (b-side kompilacija)
- Vieuphoria (1994) (koncertni DVD/VHS)
- MellonCollie and the Infinite Sadness (1995)
- Aeroplane Flies High (1996) (b-side kompilacija)
- Adore (1998)
- Machina (2000)
- Machina II (2000)
- Greatest Hits Video Collection (2000) (kompilacija videov)
- Greatest Hits (2001) (best of kompilacija)
- Zeitgeist (2007)
- If All Goes Wrong (2007) (koncertni DVD)
- American Gothic (EP) (2007)
- Teargarden by Kaleidyscope Vol. 1 (EP) (2010)
- Teargarden by Kaleidyscope Vol. 2 (EP) (2010)
- Oceania (2012)
- Oceania: Live in NYC (2013) (koncertni DVD)
- Monuments to an Elegy (2014)
- Shiny and Oh So Bright Vol.1 - No Past. No Future. No Sun. (2018)
- CYR (2020)
- Atum (2023)
- Aghori Mhori Mei (2024)